# Tamburašský soubor Brač Studénka
Tamburašský soubor Brač ze Studénky byl založen roku 1913 Spolu se souborem Pražští tamburaši jsou jediní aktivně činní tamburaši v České republice. Soubor též užíval jméno svého zakladatele Richarda Gelnara.

## Složení souboru
Soubor tvoří 20 hudebníků a je doplněn několika zpěvačkami. Repertoár souboru tvoří skladby hrané na původní historické tamburašské nástroje (farkaš system) i na nové moderní tambury (srijemski system) a při koncertech se oba systémy střídají.

## Vedoucí a dirigenti souboru
- Richard Gelnar (1913-1976)[6] Byl u zrodu souboru a v jeho čele stál téměř celý svůj život. Vychoval dvě generace mladých tamburašů. Při posledním rozloučení hraje soubor jeho vlastní koncertní skladbu „Svítání“ pod vedením jeho synovce Milana Gelnara, který tímto skutkem plní svůj slib, který dal svému strýci a ujímá se vedení souboru.
- Milan Gelnar (1976-1999)[7] byl synovec Richarda Gelnara. Z pozice ředitele LŠU ve Studénce v letech 1976 a 1986 organizoval nábory dětí a vznikaly nové dětské tamburašské skupiny ve Studénce.
- Miloslav Grohmann se v roce 1999 stal místo 2. brače dirigentem. Za jeho vedení se soubor (i za přispění webové prezentace v počátcích internetu) dokázal zařadit do Evropské Tamburašské Asociace[8] a navázat spolupráci se zahraničními soubory. S podporou zřizovatele nakoupil nové moderní nástroje a hráči se začali učit hrát sriemski systém[9].
- Petr Olbrecht se v roce 2000 stal čtvrtým vedoucím dirigentem, kde se střídá s vedoucím souboru Jindřichem Foltasem, některé skladby vede od roku 2023 Miloslav Grohmann.

## Vývoj souboru
Soubor prošel následujícími vývojovými etapami:
- 1913 – vznik tamburašů ve Studénce Když Rudolf Langr ukončil prezenční vojenskou službu v c. k. rakousko-uherské armádě, kterou si odbýval v Bosně a Hercegovině, vrátil se do svého rodného města. Přivezl si s sebou nejen lásku a obdiv k tamější lidové hudbě, ale i hudební nástroje, které vzbudily mezi tehdejší mládeží zájem. Vznikla skupina samouků - sourozenců Richarda, Františka a Josefa Gelnarových, kterou vedl Richard Gelner. Ke skupině postupně přibyli František Bartoš a jeho bratr Josef, sourozenci František, Alois a Oldřich Böhmovi, Justina Böhmová - manželka Františka, Josef Rusek, který zajišťoval nákupy nástrojů v Moravské Ostravě, Rudolf Honěk, Petr Gelnar, Rudolf Tomášek, Jaroslav Volný, Josef Vavroš a další.
- 1918 – Po vyhlášení samostatné Československé republiky přišli do souboru noví členové, převážně mladí dělníci. Soubor tamburašů se stal součástí hudebního odboru Dělnické tělocvičné jednoty ve Studénce. Tím soubor poprvé získal organizační zázemí a mohl se plně věnovat rozvoji své umělecké úrovně.
- 1921 – Soubor ze Studénky se zúčastnil I. olympiády DTJ na Slovanském ostrově v Praze koncertním vystoupením více než 200 tamburašů se skladbami „České perly“, „Má vlast“ a „Prodaná nevěsta“ v úpravě Josefa Machače. Nácvik a instruktáž prováděli zkušení odborníci z Prahy s každým vybraným souborem samostatně. Zdařilé vystoupení bylo impulsem pro další činnost.
- 1922-1925 – Soubor Brač spoluúčinkoval s 60členným pěveckým souborem ze Svinova na mnoha hudebních a tělocvičných večerech, pěvecko-hudebních akademií po celém kraji. Tamburaši vystupovali bez nároku na odměnu i ve vesničkách Opavska, Bílovecka a Jičínska. Vystupovali při promítání němých filmů jako hudební doprovod, na zábavách a plesech.
- 1926-1933 – V době hospodářské krize soubor přerušil aktivní činnost, protože většina členů musela řešit existenční problémy. V roce 1932 byl ve Studénce otevřen Dělnický dům a po jeho úpravách a vybavení zde získali tamburaši zázemí. Otevření Dělnického domu rozvířilo zájem o akce všeho druhu, což položilo základ o obnovení aktivní činnosti tamburašů ve Studénce. Po příslušných úpravách a vybavení vnitřního zařízení získávají zde tamburaši od té doby své zázemí.
- 1933 – Začal vycházet časopis „Tamburašský oznamovatel“, byly pořádány soutěže tamburašských souborů. K 15. letému výročí vzniku republiky se dne 21. října 1933 konala Soutěž a Monstre koncert sdružených tamburašských sborů na Ostravsku ve Dvoraně Národního domu v Moravské Ostravě. Renesancí prošli také tamburaši ve Studénce. Soubor měl v té době 35 členů.
- 1934 – Vznikl první dětský soubor. Kvarteto bylo tvořené dvěma dcerami Richarda Gelnara – sedmiletá Jaromíra hrála 1. brač, devítiletá Zdenka 2. brač, a jejich sestřenice Milada hrála na bugarii a bratranec Milan na berdeto.
- 1935 – Konalo se první vystoupení dětského tamburašského kvarteta na akademii Dělnické tělovýchovné jednoty ve Studénce. V tomto období vznikla ve Studénce jiná skupina dětí, které začínají hrát na tamburašské nástroje pod vedením Františka Gelnara (s Richardem není příbuzný, pouze shoda jmen). Základ skupiny tvořily děti tří spřízněných rodin – sourozenci Zdeněk a Milan Mojžíškovi, Věromír Rusek a Lubomír Knopp. Po krátké době se tamburašská mládež z těchto souborů začala scházet a společné přátelství vedlo ke spojení obou souborů. Připojily se další děti – Lenka a Libuše Böhmovy, Vlastimil Klosík, Oldřich Glogar, Miroslav Čegan, Karel Martiňák, Jaromír Hanzelka, Jaromír Malcharek, Milan Honěk a další.

- 1939-1945 – Za německé okupace nemohli tamburaši vystupovat veřejně, scházeli se soukromí, v bytě Richarda Gelnara. Přidala se další skupinka hráčů: Vilém Holáň, František Urbánek, Zdeněk Staněk, Vladimir Šenk, Zdeněk a Milan Mojžíškovi, Jiří Jelínek.
- 1946 – Došlo k novému uspořádání amatérských souborů a zřizovatelem se stála Osvětová beseda ve Studénce. Soubor hrál na různých kulturních akcích, měl samostatné koncerty, vystupoval také na plesech a tanečních zábavách.
- 1948 – Soubor několikrát účinkoval v Československém rozhlase v hudebním pořadu „Střídáme směnu“, poprvé 27.4.1948 v 18:15 pod vedením Richarda Gelnara.[13] V té době se ještě programy nenatáčely, ale hrálo se přímo. Protože většina členů byla v poválečných letech velmi mladá, účastnili se mládežnického hudebního festivalu STM v Ostravě, kde navázali družbu se souborem “MY-48” z Třebíče
- 1949 – Soubor s úspěchem koncertoval 21. září 1949 na akci “Mládež vede Borovinu” v Třebíči–Borovině. Koncert natočil Československý rozhlas Brno a vysílal 29. října 1949 v rámci programu pro pracující mládež.
- 1952 – Celý soubor přešel z Osvětové besedy do Závodního klubu ROH národního podniku Vagónka Studénka, kde také většina členů pracovala.
- 1953 – Od tohoto roku se soubor začal zúčastňovat soutěží umělecké tvořivosti. V roce 1953 se v soutěži okresu Bílovec umístil na prvním postupovém místě do krajského kola, které se konalo v Městském divadle v Opavě.
- 1954– Tamburaši získali první místo v krajské soutěži ministerstva strojírenství ve Frýdku-Místku a postoupili do celostátního kola, které se konalo 22. září 1954 ve Slovanském domě v Praze, kde získali „Čestné uznání 2. stupně“. Hudební záznamy z této soutěže se opět objevují v Čs. rozhlase v pořadu „Střídáme směny“.
- 1975 – Tamburašský soubor vystoupil v Československé televizi Ostrava společně s dalšími hudebními soubory sdruženými pod DK ROH Vagónka Studénka v pořadu „Neděle v klubu“.[14] Po tomto vystoupení se znovu účastnil oslav Dne tisku, rozhlasu a televize na Černé louce v Ostravě, kdy soubor naposledy řídil Richard Gelnar.
- 1976 – Dne 31. ledna 1976 vystoupili tamburaši ze Studénky ve vysílání Československé televize v pořadu „Sobotěnka, sobota“, který uváděl Vladimír Dvořák. Milan Gelnar využívá možnost získat nové nástroje, které mu byly po vysílání nabízeny a pro hru získal téměř 30 dětí.
- 1977 – Tamburaši ve Studénce byli jediní na Moravě, vědělo se ještě o tamburaších Závodního klubu Škody Plzeň a třech pražských tamburašských souborech. Předseda Závodního klubu ROH Antonín Alčer umožni setkání všech těchto souborů ve Studénce.
- 1985 – V tomto roce natočila Československá televize Ostrava o studéneckém tamburašském souboru publicistický film „Ať tambura zní“. Autorem pořadu byla redaktorka Ostravské televize Eva Kotrabová. Záběry se natáčely v obřadní síni na zámku, v opravářské dílně nástrojů Lubomíra Knoppa v Bílovci. Zachycena byla i příprava na koncert a samotné vystoupení v Dělnickém domě. Film měl premiéru v roce 1987.
- 1989 – Kulturní zařízení procházela po listopadu 1989 reorganizačními změnami, tamburaši byli vedeni pod Centrem volného času ve Studénce.
- 1998 – V roce 1998 se tamburaši zúčastnili XXI. Festivalu chorvatské tamburašské hudby v Osijeku. Porota v čele s předsedou svazu chorvatských tamburašů Julie Njikošem vystoupení ocenila slovy: „Přivezli jste nám zpět naši hudbu!“ Tamburaši ze Studénky si domů odvezli diplom za druhé místo, což pro ně byl jeden z největších vrcholů jejich činnosti.
- 2003 – Soubor oslavil devadesát let téměř nepřetržité činnosti. Oslav se zúčastnili Šurianski tamburaši a Tamburašský sbor Praha, kteří vystoupili na společném galakoncertu.[15]